# Symphonie no 6 de William Schuman
Pour les articles homonymes, voir Symphonie no 6.
La Symphonie no 6 du compositeur américain William Schuman est une œuvre orchestrale commandée par la Dallas Symphony League. Elle a été créée le 27 février 1949 par l'Orchestre symphonique de Dallas dirigé par Antal Doráti,.

## Structure
La symphonie est composée d'un seul mouvement continu divisé en 6 parties : Largo, Moderato con moto, Leggieramente, Adagio, Allegro risoluto–Presto, et Larghissimo.
Elle dure 27 minutes.

## Orchestration
| Instrumentation de la Symphonie no 6                                                              |
| Bois                                                                                              |
| 3 flûtes, 2 hautbois, 1 cor anglais, 2 clarinettes, 1 clarinette basse, 2 bassons, 1 contrebasson |
| Cuivres                                                                                           |
| 4 cors, 3 trompettes, 3 trombones, 1 tuba                                                         |
| Percussions                                                                                       |
| timbales, 2 percussionnistes                                                                      |
| Cordes                                                                                            |
| premiers violons, seconds violons, altos, violoncelles, contrebasses                              |